# Mischa Barton
Mischa Anne Marsden Barton (født 24. januar 1986) er en britisk-født amerikansk skuespiller og model, mest kendt for sin rolle som Marissa i den amerikanske ungdomsserie Orange County, som er blevet vist på TvDanmark.
Ud over tv-serien Orange County er hun bl.a. kendt for sin medvirken i James Blunts musikvideo til Goodbye My Lover og i en lang række reklamer og film. Mischa har været i Danmark flere gange.
I starten af 2008 blev Bartin indlagt på en afvænningsklink, efter at hun i 2007 blev stoppet af politiet pga. slingrende kørsel. Udover at være påvirket af spiritus var hun ikke var besiddelse af et kørekort. Derudover fandt politiet også marihuana i hendes bil.
I april 2008 slap Mischa Barton for fængselsstraf for sin sprit- og narkoskandale efter en aftale med anklagemyndigheden. Hun blev idømt en betinget dom på tre år ligesom hun skal betale en bøde samt deltage i et tre måneders kursus i fornuftig omgang med alkohol.